# Agent rozliczeniowy
Agent rozliczeniowy (ang. acquirer) – oznacza dostawcę usług płatniczych zawierającego z odbiorcą umowę o akceptowanie i obsługę transakcji płatniczych realizowanych w oparciu o kartę płatniczą, których wynikiem jest transfer środków pieniężnych na rzecz odbiorcy.